# Carla Comaschi
Carla Comaschi (Bologna, 3 aprile 1937) è un'attrice e doppiatrice italiana.

## Biografia
Ha frequentato l'Accademia nazionale d'arte drammatica "Silvio D'Amico" e a metà anni sessanta è stata fra gli interpreti della miniserie televisiva con il tenente Sheridan La donna di fiori, diretta da Anton Giulio Majano.
A partire dagli anni settanta è stata doppiatrice di numerose serie televisive, soap opera e cartoni animati.

## Filmografia
- La donna di fiori - miniserie TV (1965)
- Scaramouche - miniserie TV (1965)
- Le avventure di Laura Storm - serie TV, episodio I due volti della verità (1966)
- I fratelli Karamazov - miniserie TV (1969)
- Qui squadra mobile - serie TV, episodio Un caso ancora aperto (1973)

## Doppiaggio

### Cinema
- Olinka Hardiman in Giovani, belle... probabilmente ricche, Amiche mie
- Paulette Goddard ne Il grande dittatore (ed. 1987)
- Gloria Guida ne Il gatto mammone
- Maya Morin ne I clowns
- Carol Lynley ne L'avventura del Poseidon

### Televisione
- La grande magia
- Cynthia Lynn ne Gli eroi di Hogan
- Julie Adams in The Jimmy Stewart Show
- Laurette Spang in Galactica
- Susan Duvall in Angie
- Jill Eikenberry in Hill Street giorno e notte
- Deborah Rennard in Dallas
- Candice Earley ne La valle dei pini
- Martha Scott in General Hospital
- Liliana Simoni in È tua Juan
- Silvia Montanari in Fra l'amore e il potere
- Regina Viana in Dancin' Days
- Cláudia Costa in Vite rubate

### Animazione
- Doritea in Toriton
- Katherine in Candy Candy
- Cupcake in Fonzie e la Happy Days Gang
- Voce narrante in Il trio Drak
- Kaiko in Carletto il principe dei mostri
- Madre di Guglia e Susy in Doraemon
- Madre di Ganchan in Il mago pancione Etcì
- Susy, mamma gatta e zia Picchia in Lo scoiattolo Banner
- Nora in Nero, cane di leva
- Daisy in Holly e Benji - Due fuoriclasse